# Дашков, Иван Иванович
Князь Иван Иванович Дашков  (?—1687) — голова, воевода и окольничий во времена правления Михаила Фёдоровича, Алексея Михайловича, Фёдора Алексеевича, правительницы Софьи Алексеевны, Ивана V и Петра I Алексеевичах.
Из княжеского рода Дашковы. Младший сын князя Ивана Андреевича Дашкова. Имел братьев Василия и Григория Ивановичей.

## Биография
В 1627-1668 годах стольник. Послан со столом от Государя подчивать: в августе 1636 года к патриарху Иосафу I, в июне и августе 1637 года, в апреле и мае 1640 года к польским послам и посланникам. В марте 1641 года на именины царицы Евдокии Лукьяновны Стрешневой стоял вторым у Государева стола. В январе 1648 года на бракосочетании царя Алексея Михайловича с Марией Ильиничной Милославской был третьим для обслуживания стола Государя в Грановитой палате. В августе 1649 и сентябре 1650 года ездил со столом от Государя к польским послам.
В русско-польской войне 1654-1667 годов участвовал: в мае 1654 года голова четырнадцатой сотни жильцов и двадцать девятый есаул в Государевом полку в походе против поляков, в июне послан от государева стана в деревни Фёдоровской, головой четвёртой сотни с Шереметьевым и князем Щербатовым для занятия Дорогобужа, по занятии города отправлен головой пятой сотни в деревню Березникову против поляков и литовцев, после чего велено ему стоять с ратными людьми под Смоленском на Покровской горе, в августе по приходе Государева полка определён головой. В мае 1655 года голова первой сотни смоленских дворян в Государевом полку в походе из Смоленска против поляков, в июне в Шклове указано ему быть со своей сотней в Ертаульном полку.
В 1656-1658 годах воевода в Вятке. В 1661-1663 годах воевода в Алатыре. В 1663-1666 годах второй воевода в Астрахани. В 1666-1670 годах воевода в Симбирске, приложил много усилий для укрепления Симбирской засечной черты "для уберегания от прихода ногайских людей". Из Симбирска воевода предоставил царю обширный план о пашнях и угодьях края, с рекомендациями по его развитию. В 1666 году основал для защиты от набегов кочевников заставу (сов. г. Сенгилей). В 1667 году начал производство натурального шёлка, образец которого отослав в Москву, построил "государев рыбный двор", при нём на Волжской пристани начато строительство мелководных судов, организован сбор целебных трав для Аптекарского приказа и многое другое. В 1671-1677 московский дворянин. В июле 1671 году назначен первым судьёй в Разбойный приказ. В октябре 1680 года, в недавно созданный Судный приказ назначен князь Иван Иванович Дашков: "а писаться ему князю Ивану во всяких делах с товарищи, а не по имянному". В 1685-1686 показан окольничим. При царях Иване V и Петре I Алексеевичах показан сорок третьим в окольничих.
Умер в Москве в 1687 году и похоронен в родовой усыпальнице князей Дашковых в соборном храме Новоспасского монастыря.

## Семья
От брака с неизвестной имел детей:
- Князь Дашков Андрей Иванович  —  в 1703 году стольник.
- Князь Дашков Пётр Иванович — стольник, дневал и ночевал в Архангельском соборе при гробе царя Фёдора Алексеевича, в 1693 году участвовал в походе с Государём из Москвы в Архангельск, стольник в 1703 году.
- Князь Дашков Фёдор Иванович — в 1693 году участвовал в походе с Государём из Москвы в Архангельск, стольник в 1703 году.